# Joos II van Varsenare
Joos II van Varsenare (Brugge, ca. 1440 - Antwerpen, 7 maart 1489) was burgemeester van Brugge.

## Levensloop
Ridder Joos II van Varsenare was een zoon van Victor van Varsenare (†1456) en Margaretha Alcaes en een kleinzoon van Joos I van Varsenare (†1456) en Elisabeth de Fever of le Fèvre. Hij trad in het huwelijk met Katharina van Rye († februari 1513) en ze bleven kinderloos.
Hij nam plaats in het sociale leven in Brugge. In 1464 nam hij deel aan een toernooi georganiseerd door het gezelschap van de Witte Beer. Hij werd heel wat later, in 1487, voogd van de Potterie.
In 1472 was Pieter Bladelin overleden. Kinderloos gebleven, had hij bij testament zijn erfenis overgemaakt aan de erfgenamen van zijn zus, Margaretha Bladelin (†1449) die getrouwd was met Colaart de Fever en van wie de dochter Elisabeth, de grootmoeder was van Joos II. Er rees betwisting tussen Joos II en de andere erfgenaam, Jan III de Baenst, getrouwd met Margaretha de Fever. De twee antagonisten waren de ruzie na enige tijd beu en in 1476 verkochten ze hun rechten op het door Bladelin gestichte Middelburg aan Guillaume Hugonet, kanselier van Bourgondië.
Vanaf het begin van zijn loopbaan werd hij raadgever en kamerheer van de Bourgondische hertogen en na hen van Maximiliaan van Oostenrijk. Van 1466 tot 1468 was hij baljuw in Kortrijk. Van 1 maart 1473 tot 31 december 1476 was hij schout van Brugge en het Brugse Vrije. Hij was ook waterbaljuw van Sluis in 1478-1479.
In september 1480 werd hij 'verkozen' (zeker onder druk van Maximiliaan) tot burgemeester van de raadsleden, en dit tot september 1481. In 1481-1482 was hij, als bewoner van de Nieuwstraat, hoofdman van het Onze-Lieve-Vrouwsestendeel. De dood van Maria van Bourgondië op 27 maart 1482 deed de vijandschap tussen de Brugse facties weer losbarsten. Twee weken later al ging Maximiliaan tegen zijn zin in op het verzoek van een van die facties, sterk aanwezig in de Raad van Vlaanderen, om het stadsbestuur te vervangen. Hij probeerde uiteraard eigen vertrouwelingen te benoemen.
Het belet niet dat de tegenstanders van de centrale macht, meer bepaald van Maximiliaan, zich groepeerden. Toen hij in 1483 de stad Brugge wilde bezoeken, werd hem de toegang ontzegd. Men begon zelfs zijn aanhangers op te pakken. Een onder hen was Katharina de Rye, die op 7 januari 1484 werd veroordeeld om op haar kosten de gevel van het stadhuis te renoveren en oude beelden te vergulden. De reden was dat ze brieven had ontvangen van verbannen Bruggelingen en die niet aan het stadsbestuur had meegedeeld. Op 6 maart 1484 werd ze tot een verbanning van vijftig jaar veroordeeld. Er werd hierbij niet over Joos van Varsenare gesproken, die toen waarschijnlijk de stad al was ontvlucht.
De vrede werd niettemin op 23 juni 1485 min of meer hersteld en Maximiliaan ging over tot de afzetting van het stadsbestuur om het te vervangen door vertrouwelingen. Joos van Varsenare, die met Maximiliaan weer Brugge was binnengereden, werd toen burgemeester van de schepenen en bleef dit tot aan de normale vervanging in september 1486.
In 1486-1487 was hij weer hoofdman van het Onze-Lieve-Vrouwsestendeel.
De troebelen bleven aanhouden. In 1487 was Maximiliaan in Brugge en begaf zich ten huize van Joos van Varsenare, waar zijn vertrouwelingen een bijeenkomst hielden. Ondertussen werden door het stadsbestuur de rekeningen uitgeplozen van het bestuur onder Joos van Varsenare en van diens opvolger Jacob II van Gistel. Er werd op overdreven uitgaven gewezen.
Joos van Varsenare werd ook bekritiseerd omdat hij in 1485, toen hij burgemeester was, een groot feest had georganiseerd in het Prinsenhof, ter gelegenheid van het huwelijk van een van zijn bastaarddochters. 
Begin 1488 was Maximiliaan weer in Brugge, maar ditmaal werd hij door de opstandige groepen gevangengenomen en werden zijn medestanders opgepakt en de meesten zonder veel formaliteiten gefolterd en ter dood gebracht. Joos van Varsenare ontsnapte hieraan door zijn vlucht naar Sluis. Het gezag van Maximiliaan werd weliswaar na een paar maanden hersteld en een formele vrede werd gesloten. Joos van Varsenare maakte dit niet meer mee. Hij bleef in Sluis en tijdens een reis naar Antwerpen overleed hij schielijk aan een beroerte. Hij werd in de parochiekerk van Varsenare begraven.
Het huwelijk Joos van Varsenare - Katharina van Rije bleef kinderloos, maar Joos had wel vijf natuurlijke kinderen bij drie verschillende moeders. Hij erkende ze in maart 1487.
Zijn zus Margaretha van Varsenare erfde zijn bezittingen, met inbegrip van de heerlijkheid Varsenare. Ze was getrouwd geweest met Filips d'Ongnies en trad in tweede huwelijk met Jean de Quiévrain. Hun zoon, Antoine de Quiévrain, trouwde met Agnès van Gistel, dochter van Jacob II van Gistel. Langs deze weg kwam de heerlijkheid Varsenare in het bezit van de heren van Gistel.

## Bron
- Stadsarchief Brugge, Lijst van Wetsvernieuwingen.

## Voetnota
1. ↑   Hier wordt de filiatie gevolgd zoals aangegeven door André Franchoo. Andere auteurs doen, wellicht onterecht, Joos II rechtstreeks van Joos I afstammen.